# 富田朝彦
富田 朝彦（とみた ともひこ、1920年〈大正9年〉7月3日 - 2003年〈平成15年〉11月13日）は、日本の警察官僚。第3代宮内庁長官。位階は正三位。北海道出身。

## 生涯

### 生い立ちから海軍主計科士官時代まで
函館中学、旧制二高を経て、昭和18年（1943年）東京帝国大学法学部を卒業後、海軍を志願し、同年9月30日海軍三校のひとつ海軍経理学校に入学。
1944年2月、同校を卒業し海軍主計科士官（主計科短期現役第10期）となる。最終階級は海軍主計大尉。

### 官僚時代
戦後、内務省に入省。大臣官房属。その後は警察庁に入り警視庁交通部長、警察庁長官官房長、警察庁警備局長を歴任する。警備局長時代の警察庁長官は後藤田正晴であさま山荘事件などを担当した。その後、警視庁副総監、内閣調査室長を経て、1974年（昭和49年）11月26日 宮内庁次長、1978年（昭和53年）宮内庁長官に就任した。
1992年（平成4年）、11月3日勲一等瑞宝章受章。平成15年（2003年）11月13日、心不全のため東京都内の自宅で死去した。83歳没。正三位に叙せらる。

## 親族
- 父は富田朝一（東北帝国大学水産学科＝現北海道大学水産学部卒業）。岳父は島本融。政治学者の富田広士は長男。沖縄反基地運動家の富田晋は孫[4][5]。

## 事跡

### 天皇の開腹手術を決断
昭和62年（1987年）、昭和天皇は、十二指腸乳頭周囲癌の治療のため、バイパス手術を行うこととなったが、富田は歴代天皇最初の開腹手術の実施を宮内庁長官として決断した。かつては直接の鍼灸さえもためらわれた天皇の開腹手術は衝撃的な出来事であった。

### 退任以降
1988年（昭和63年）6月14日、宮内庁長官を辞任し、後任には、同次長の藤森昭一が昇格した。
以後、宮内庁参与、国家公安委員会委員などの公職や財団法人菊葉文化協会理事長、財団法人昭和聖徳記念財団理事を務め、昭和天皇の聖蹟について講演活動を行うなど皇室を見守った。

## 富田メモおよび関連の騒動
2006年（平成18年）7月20日に富田が生前に昭和天皇、および側近の発言などを記録した日記の一部が遺族からの提供を受けた日本経済新聞に掲載された。いわゆる「富田メモ」である。「靖国神社の新しい宮司が戦争責任者であるA級戦犯を合祀し、昭和天皇がこれに不快感を抱いたために、1975年11月21日の参拝を最後に靖国神社への参拝を取り止めた」といった内容だとされ、その解釈をめぐり議論を呼んだ。

## 著書
単著
- 『公安委員会の性格』警察協会、1948年。

編集
- 島本禮一・富田朝彦編集 編『島本融その思考 企業と人間北海道銀行創設の記録』島本初音、1977年。
- 島本禮一・富田朝彦編集 編『島本融その足跡』島本初音、1977年。
- 島本禮一・富田朝彦編集 編『島本融その追憶』島本初音、1977年。